# Brandi Carlile (álbum)
Brandi Carlile é o álbum homónimo da cantora Brandi Carlile, lançado a 12 de julho de 2005.
| Críticas profissionais                                                      | Críticas profissionais |
| Avaliações da crítica                                                       | Avaliações da crítica  |
| Fonte                                                                       | Avaliação              |
| --------------------------------------------------------------------------- | ---------------------- |
| allmusic                                                                    | [ 2 ]                  |
| JustPressPlay                                                               | (8.2/10)               |
| Esta tabela precisa de ser acompanhada por texto em prosa. Consulte o guia. |                        |

## Faixas
Todas as músicas por Brandi Carlile, exceto onde anotado.
1. "Follow" (Brandi Carlile, Tim Hanseroth) – 4:13
2. "What Can I Say" (Hanseroth) – 2:50
3. "Closer To You" (Carlile, Hanseroth) – 2:54
4. "Throw It All Away" (Carlile, Hanseroth) – 3:43
5. "Happy" – 2:32
6. "Someday Never Comes" (Carlile, Hanseroth) – 2:47
7. "Fall Apart Again" (Hanseroth, Phil Hanseroth) – 3:37
8. "In My Own Eyes" – 3:31
9. "Gone" (Carlile, Hanseroth) – 3:05
10. "Tragedy" – 3:45

## Créditos[4]
- Brandi Carlile – Guitarra, vocal
- Phil Hanseroth – Baixo, vocal de apoio
- Tim Hanseroth – Guitarra, vocal de apoio
- Glenn Slater – Teclados
- Mark Pickerel - Bateria